# 합수초등학교
합수초등학교는 대한민국 충청남도 부여군 은산면 내지로 146 (내지리)에 있었던 초등학교이다.

## 연혁
- 1946년 9월 1일 은산국민학교 구봉분교장 인가
- 1948년 9월 1일 은산국민학교 합수분교장 개명
- 1955년 4월 1일 합수국민학교로 승격
- 1996년 3월 1일 합수초등학교로 개칭
- 2000년 3월 1일 은산초등학교로 통폐합